# Ralphie May
Ralph Duren May  (17 de febrero de 1972 - 6 de octubre de 2017) fue un comediante y actor estadounidense, conocido por sus extensas giras y especiales de comedia en múltiples plataformas.

## Biografía
May nació el 17 de febrero de 1972 en Chattanooga, Tennessee, y se crio en Clarksville, Arkansas, siendo el menor de cuatro hermanos. 
A los 17 años ganó un concurso para presentar a Sam Kinison, a quien consideraba su ídolo. May explicó: "La broma que más le gustó fue hablar sobre el baterista (Rick Allen) de Def Leppard. 'Después de que perdió su brazo, me sentí mal por escucharlo. No es que tenga prejuicios contra las personas discapacitadas, es solo el hecho de que si aplaudes, es un insulto para él, como "¡Ja! ¡Ja! ¡Mira cómo uso las dos manos!"'"  Kinison sugirió que May se mudara a Houston para desarrollar aún más su rutina de comedia. May se graduó de la Escuela Superior de Artes Escénicas y Visuales. 

## Carrera
En 2003, May fue elegido para participar en la primera temporada de Last Comic Standing. Quedó segundo en el programa contra Dat Phan, que ganó. Posteriormente, May apareció en programas de comedia, como The Wayne Brady Show y The Tonight Show con Jay Leno. En 2005, fue el único comediante blanco en The Big Black Comedy Show, que también contó con Mo'Nique, Rodman y Vince Morris.
En 2005, May lanzó su primer álbum de comedia, Just Correct. Más tarde grabó cuatro especiales de Comedy Central titulados Girth of a Nation (2006), Prime Cut (2007), Austin-tatious (2008) y Too Big To Ignore (2012),  así como dos especiales de Netflix. Titulados Imperfectly Yours (2013) y Unruly (2015).  Apareció en For Da Love of Money. May también actuó en el "Encuentro de los Juggalos 2012".

## Vida personal
El 3 de julio de 2005, May se casó con la comediante Lahna Turner. La pareja tuvo dos hijos: una hija nacida en septiembre de 2007 y un hijo nacido en junio de 2009. La pareja solicitó el divorcio en octubre de 2015 y buscó la custodia compartida de sus hijos, pero su separación nunca pudo concretarse.
May luchó contra la obesidad durante toda su vida. Participó en Celebrity Fit Club de VH1 y se sometió a una cirugía de bypass gástrico en 2004, lo que redujo su peso a 350 libras (158,8 kg). Después de un ataque de neumonía viral en un crucero en octubre de 2011, May perdió 20 kilos. Al mes siguiente, sufrió una embolia pulmonar casi fatal después de contraer una neumonía grave en un crucero, donde un coágulo de sangre de su pierna se alojó en una arteria.
En varias entrevistas, May habló sobre su abuela, a quien le dio crédito por ayudar a cuidarlo a él y a sus hermanos cuando eran niños. En declaraciones al Arkansas Times en 2012, May dijo: "Gracias a Dios por mi abuela, era una gran mujer. Ella fue realmente beneficiosa, nos mantuvo en una estatura muy por encima de nuestras posibilidades y se aseguró de que nos cuidaran en cuanto a ropa y zapatos limpios". Su biografía de Facebook también hace referencia a su abuela. "Cuando era niña, mi abuela me enseñó a hacer ganchillo y a hacer colchas, y así es como actúo. Tengo frases ingeniosas, tengo chistes verdes, pero también cuentos largos de 10 o 20 minutos y las risas vienen cada ocho segundos. Es un conjunto de chistes diferente. Y es una vida diferente a la que la mayoría de la gente ha llevado".
En una entrevista con el Arkansas Times en 2012, habló sobre crecer en Clarksville, arrojando luz sobre algunas de las dificultades que enfrentó. Compartió: "Fue una vida difícil crecer. Fue una historia similar para mucha gente en Arkansas. Mi mamá era florista. Soy el menor de cuatro. Mi padre y mi madre se odiaban y se desquitaron con nosotros. Ella lo demandaba por no pagar la pensión alimenticia, luego él no pagaba, y eso terminó costándonos mucho".
En 2013, May y su esposa Turner comenzaron juntos un podcast llamado Perfect 10.
Sus memorias, This Might Get a Little Heavy, se publicaron póstumamente en diciembre de 2017.

## Muerte
El 6 de octubre de 2017, May sufrió un paro cardíaco y murió. May había estado luchando contra la neumonía durante varias semanas y, como resultado, había cancelado espectáculos durante el mes anterior. Tenía 45 años. Más tarde se publicó que, horas antes de su muerte, May estaba programado para reunirse y saludarse después de su última actuación en Harrah's en Las Vegas alrededor de la medianoche, pero ya había mostrado signos de deterioro.

## Filmografía
| Año  | Título                                          | Role     | notas                             |
| ---- | ----------------------------------------------- | -------- | --------------------------------- |
| 2002 | Por amor al dinero                              | Otis     |                                   |
| 2003 | solo correcto                                   | Él mismo | [ 25 ]                            |
| 2003 | ¡Vaya!                                          | sammy    | Episodio: "El gordo y el frívolo" |
| 2005 | Gran comedia negra: vol. 2                      | Él mismo | [ 25 ]                            |
| 2005 | Gran comedia negra: vol. 4                      | Él mismo | [ 25 ]                            |
| 2006 | Circunferencia de una nación                    | Él mismo |                                   |
| 2007 | Primer corte                                    | Él mismo |                                   |
| 2007 | Follando con Ralphie May                        | Él mismo | [ 25 ]                            |
| 2008 | Lo mejor de los cómics desatado con Byron Allen | Él mismo | [ 25 ]                            |
| 2008 | Austin Tatious                                  | Él mismo | [ 25 ]                            |
| 2012 | Demasiado grande para ignorar                   | Él mismo |                                   |
| 2013 | Imperfectamente tuyo                            | Él mismo |                                   |
| 2013 | calamares                                       | TUERCA P | Episodio: "Thou Shale Not Drill"  |
| 2015 | Revoltoso                                       | Él mismo |                                   |
| 2016 | Dentro de Amy Schumer                           | Ralphie  |                                   |
| 2017 | Penn & Teller: Engáñanos                        | Él mismo | [ 25 ]                            |
| 2018 | Ralphie puede presentar                         | Él mismo |                                   |
| 2019 | ¿Qué está comiendo Ralphie May?                 | Él mismo | [ 25 ]                            |

## Discografía
| Año  | Título            | Notes |
| ---- | ----------------- | ----- |
| 2005 | Just Correct      |       |
| 2006 | Girth of a Nation |       |
| 2007 | Prime Cut         |       |
| 2008 | Austin-Tatious    |       |
| 2012 | Too Big to Ignore |       |